# Скайгасер
Скайга́сер — одна из искусственно культивированных декоративных пород аквариумной «золотой рыбки» (лат. Carassius auratus auratus (Linnaeus, 1758)), отличающийся узкими глазами направленными вверх, как у звездочёта.

## История происхождения
Одна из новых селекционных форм золотых рыбок Китая. Выведена в 1985 году.

## Описание
Длина — до 15 см. Голова и носовая часть этой золотой рыбки короткие и уплощённые. Спинной плавник отсутствует. Хвостовые плавники пышные и раздвоены — рассечены посредине. Огромные, окаймлённые кожей и соединительной тканью роговиц глаза, направлены вверх зрачками.
Отличительной особенностью скайгасеров от небесного ока является плоская голова и суженные, «азиатские» глаза.

### Окрас
Рыбка красно-золотистых тонов с белыми полосами и пятнами на хвостовом плавнике.

## Условия содержания и размножения
Небесных ок содержат при:
- Жёсткость воды (gH) от 6 до 18°;
- Кислотность воды (pH) 6,5-8,0;
- Температура (t) 15-25 °C.

### Кормление
К кормам неприхотливы и всеядны: едят как живую, так и растительную пищу, а также сухие корма.

### Размножение
Половозрелость небесных ок и возможность их размножения наступает через год после вылупления мальков из икринок. Подготовка к нересту аналогична описанной для других карповидных: нерестовик обустраивается в центре 100—150 литрового аквариума с нерестовой решеткой, одним или двумя распылителями и пучком мелколиственных растений в центре. На одну самку 2-х самцов. Плодовитость от 2 до 10 тыс. икринок. Личинка выходит через 2 суток. На 5-й день мальки начинают плавать. Кормление мальков — коловраткой.
Для разведения:
- Показатели жёсткости воды (gH) 8-15°;
- Кислотность воды (pH) 7,0-8,0;
- Температура (t) 22-28 °C.

## В аквариумистике и прудовом хозяйстве
Рыбка подходит для содержания в холодноводном аквариуме с большим пространством для свободного плавания. Красива в оранжереях. Благодаря выносливости породы, её можно содержать в декоративном пруду на улице. Предпочитает сообщество себе подобных, яркий свет и обилие свободного пространства. Эффективная фильтрация и регулярная подмена воды. При оформлении водоема рекомендуется использовать сыпучий мелкофракционный грунт, камни, коряги, живые или пластиковые растения, в том числе плавающие. При оформлении необходимо избегать применение предметов с острыми гранями и краями, за которые рыбки могут поранить свои глаза во время плавания.